# Solução do vácuo (relatividade geral)
Em relatividade geral, uma solução do vácuo é uma variedade lorentziana na qual o tensor de Einstein desaparece identicamente. De acordo com as equações de campo de Einstein, isto significa que o tensor de energia-impulso também desaparece identicamente, tanto que nenhuma matéria ou campos não gravitacionais estão presentes.
Mais genericamente, uma região do vácuo em uma distribuição Lorentziana é uma região na qual o tensor de Einstein desaparece.

## Condições equivalentes
É um fato matemático de que o tensor de Einstein desaparece se e somente se o tensor de Ricci desaparece. Isto segue do fato de que estes tensores de segunda ordem estão em um tipo de relacionamento duplo; são o reverso do traço um do outro:
{\displaystyle G_{ab}=R_{ab}-{\frac {R}{2}}\,g_{ab},\;\;R_{ab}=G_{ab}-{\frac {G}{2}}\,g_{ab}}
onde os traços são {\displaystyle R={R^{a}}_{a},\;\;G={G^{a}}_{a}=-R}.
Uma terceira condição equivalente segue-se da decomposição de Ricci do tensor de curvatura de Riemann como uma soma da tensor de curvatura de Weyl sobre termos onstruído fora do tensor de Ricci: os tensors de Weyl e de Riemann concordam
, {\displaystyle R_{abcd}=C_{abcd}}, em alguma região se e somente se é uma região de vácuo.

## Energia gravitacional
Desde que {\displaystyle T^{ab}=0} em uma região de vácuo, pode ver-se de acordo com a relatividade geral, regiões do vácuo devem conter nenhuma energia. Mas o campo gravitacional pode realizar trabalho, e o faz, assim nós devemos esperar que o campo gravitacional possua energia própria.  Entretanto, determinar a posição precisa desta energia do campo gravitacional é técnica problemática na relatividade geral, pela natureza da separação limpa em uma interação gravitacional universal e em “todo o resto”.
O fato que o campo gravitacional em si possui energia produz uma maneira de compreender a não linearidade da equação de campo de Einstein: esta energia própria do campo gravitacional produz mais gravidade. Isto significa que o campo gravitacional fora do Sol é um bocado mais forte de acordo com a relatividade geral do que ele é de acordo com a teoria de Newton.

## Exemplos
Exemplos bem conhecidos de soluções do vácuo explícitas incluem:
- Espaço-tempo de Minkowski (o qual descreve um espaço vazio sem constante cosmológica)
- Modelo de Milne (o qual é um modelo desenvolvido por E. A. Milne descrevendo um universo vazio sem curvatura)
- Vácuo de Schwarzschild (o qual descreve a geometria do espaço tempo em torno de uma massa esférica),
- Vácuo de Kerr (o qual descreve a geometria em torno de um objeto em rotação),
- Vácuo Taub-NUT (um famoso contraexemplo descrevendo o campo gravitacional exterior de um objeto isolado com propriedades estranhas),
- Vácuo de Kerns/Wild (um objeto de Schwarzschild imerso em um ambiente de campo gravitacional "quase uniforme"),
- Vácuo de Kerr duplo (dois objetos de Kerr compartilhando o mesmo eixo de rotação, mas antidos distantes por “cabos" zero de massa ativa não física saindo de pontos de suspensão infinitamente afastada),
- Vácuo de Penrose-Khan (um simples modelo de ondas colidindo no plano),
- Vácuo de Oszváth-Schücking (a onda gravitacional sinusoidal circular polarizada, um outro contra-exemplo famoso).
- Métrica de Kasner

Estes todos pertencem a umas ou várias famílias gerais de soluções:
- os vácuos de Weyl (a família de todas soluções de vácuo estático),
- os vácuos de Beck (a família de todas as soluções de vácuo não rotativo cilindricamente simétrico),
- os vácuos de Ernst (a família de todas as soluções de vácuo estacionário axissimétrico),
- os vácuos de Ehlers (a família de todas as soluções de vácuo cilindricamente simétrico),
- os vácuos de Szekeres (a família de todos os modelos de ondas gravitacionais planas em colisão),
- os vácuos de Gowdy (modelos cosmológicos construídos usando ondas gravitacionais),

Diversas das famílias mencionadas aqui, membros ds quais são obtidas pela solução apropriada linear ou não linear, equação diferencial parcial real ou complexa, vêm a ser intimamente relacionadas, de maneiras talvez surpreendentes.
Em adição a isto, tem-se também os espaços tempo de ondas pp, os quais incluem as ondas de plano gravitacional.